# Santana (Nordeste)
Santana é uma freguesia portuguesa do município de Nordeste, na ilha de São Miguel, Região Autónoma dos Açores, com 7,32 km² de área e 380 habitantes (censo de 2021). A sua densidade populacional é 51,9 hab./km².
A freguesia foi criada pelo Decreto Lei nº 42.997 de 1 de junho de 1960 com lugares da freguesia de Achada.

## Demografia
A população registada nos censos foi:
| Distribuição da População por Grupos Etários | Distribuição da População por Grupos Etários | Distribuição da População por Grupos Etários | Distribuição da População por Grupos Etários | Distribuição da População por Grupos Etários |
| -------------------------------------------- | -------------------------------------------- | -------------------------------------------- | -------------------------------------------- | -------------------------------------------- |
| Ano                                          | 0-14 Anos                                    | 15-24 Anos                                   | 25-64 Anos                                   | > 65 Anos                                    |
| 2001                                         | 83                                           | 63                                           | 208                                          | 95                                           |
| 2011                                         | 87                                           | 60                                           | 235                                          | 93                                           |
| 2021                                         | 56                                           | 44                                           | 207                                          | 73                                           |